# 新姫もも
新姫 もも（あらき もも、1999年12月13日生 - ）は、日本の女性アイドル、AV女優。アイドルグループ・ワンスアチャンスの元メンバー。

## 略歴
2021年7月11日に結成、お披露目された「ワンスアチャンス」のメンバー・星野ゆいとして芸能界デビュー。プロデューサー兼メンバーである春さりなとは高校時代の同級生であり、踊ってみた動画の投稿者であった縁から急遽ピンチヒッター依頼があり参加したという。結成時点では青の衣装を着ていたが、7月11日のライブに未参加だった南いるかの加入が決定することで、のちの本格デビューへ向けては黄色担当へと変更されている。
継続できるメンバーを中心に練習を重ね、前述の5人組ユニットととして9月末に改めてデビューライブを行うことを明かし、メンバー紹介ビデオ、プロモーションビデオ撮影に参加。しかしデビュー直前となる同年9月21日にドクターストップによる活動休止、および降格扱いとなる。このため9月24日に行われた正式デビューライブには不参加。
同年9月25日、新姫ももとしてのTwitterアカウントを開設。同年10月5日、雫香奈名義の作品でAVデビュー。11月1日、ワンスアチャンス公式Twitterにて「運営との信頼関係を築くことが困難になってしまった」ことを理由に星野ゆいの脱退を発表。11月3日の春さりなTikTokライブにおいて星野ゆいが新姫ももとしてデビューしたことを追認し、その事実を近々まで知らなかったことを告白。グループに黙っていたことが脱退の引き金となったことを明かした。
2021年11月9日配信開始のシロウトTV作品が同日のMGS動画デイリーランキング2位を記録。
講談社「週刊現代」2022年4月16日号の企画「跳んで跳ねるアスリートヌード」に新海咲、青木桃らとともに掲載。
2022年11月5日、新田もえと改名し、事務所をルミナスプロモーションに移籍したことをTwitterで報告。

## 作品

### アダルトビデオ
2021年
- 全国大会優勝メンバー 名門●●大学チアリーディング部かなさん（19歳）チア歴16年！現役女子大生の軟体アスリートが中出しAVデビュー！初めての超開脚セックスで潮吹きまくりイキまくり！！（10月5日、ディープス）[9]雫香奈名義
- 完全ゴム無し撮影会 新姫もも（12月7日、パコパコ団とゆかいな仲間たち/妄想族）
- 新姫もも むちむちデカ尻 神ブルマ ロリ美少女やぽっちゃり娘にピチピチブルマ＆体操着を着せ、ハミパン、ムレムレワレメを毛穴まで見えるほどの超ドアップ接写！さらに尻コキ、着衣お漏らし放尿やブルマぶっかけ等ブルマ好きに送る完全着衣フェチAV（12月9日、親父の個撮）
- SOD女子社員大忘年会 3年ぶりの復活!今回は2Daysで開催!感謝&エッチな見どころ2倍でお届けします!新卒女子社員は来社したユーザー様から業務中にHなリクエストお受けします!巨乳女子社員は旅館で混浴パーティー&宴会で尽くしまくり! 年末ヌキ納め大乱交8名・8時間2枚組SP!（12月23日、SODクリエイト）※畠中寧々名義

- クリスマスナンパ 真冬のパリピ美女を即ナンGET！エロカワサンタと朝までクリスマスエッチ（12月24日、赤面女子）※オムニバス

2022年
- 本番禁止の都内有名デリヘルで生ハメSEX交渉！ヤリたい男たちがワンチャン狙った全記録を完全盗撮（1月6日、素人39）
- 平然を装い見事成功で賞金100万獲得！ オシッコ我慢中に彼氏へのナマ電話「ゼッタイ感じちゃダメッ！」トライ！イタズラ性感checkで足腰ガクブルしちゃう制服女子お漏らしアクメ03（1月18日、はじめ企画）※オムニバス
- SOD女子社員第4回フェラチオシンデレラ選手権 現役女子社員30人予選大会&凄テク3人の決勝戦 全編完全撮りおろしの超大ボリューム480分SP!（2月10日、SODクリエイト）※畠中寧々名義
- 体操服姿でたっぷりご奉仕！お口・手・素股・尻コキがとにかく気持ちいいブルマぶっかけコレクション 美少女10人 豪華完全撮卸4時間（3月15日、無垢）
- お兄ちゃんの精子飲ませてよ！性の知識ゼロの義妹にオナニーを見られた！ヤバイと思ったら「どうしたら出るの？もう1回出して！」と興味津々！？（6月28日、Hunter）
- パンティの中にチ○ポを誘導し時々おマ○コにも挿入させてくれるお姉さん2（12月27日、アロマ企画）

#### 2023年
- ご奉仕系アナル舐めマニア 新姫もも（1月17日、アロマ企画）

### 配信のみ
- 『正真正銘の本物』の現役地下アイドル登場！、『本編完全顔出し』、『人生初めての中出し』、『涙！後悔』、本物現役地下アイドル、２回戦、『個人撮影』個撮オリジナル１７６人（2021年10月21日、マスクde本物素人）
- 【初撮り】【見事なY字バランス】【ドM童顔JD】週6朝晩の頻度でオナニーする性欲過多なスケベJDを発掘。SEXから遠ざかり、欲求の溜まった若さ溢れるフレッシュボディが、巨根の進撃によって幾度も絶頂を迎えて.. 応募素人、初AV撮影 248（2021年11月9日、シロウトTV）香奈 20歳 大学生名義
- マジ軟派、初撮。 1714 『酔うとけっこうヤっちゃうんだよな～w』とぶっちゃけてしまう尻軽JDがエロすぎる！手マンと激ピストンでヒイヒイ言いながら潮吹いて感じまくり！（2021年11月11日、ナンパTV）もも 21歳 大学生名義
- 【チアダンサー】【柔軟性】笑顔が眩し過ぎる現役チアダンサーが登場！『色々と溜まっているので、大人の社交ダンスを踊りに来ました♪』チアダンスは激しいので、エッチでも激しく踊りたい！おちんちんを応援したり応援されたいw【開脚】【チアコス】柔軟性バツグンの股関節！180度開脚はお手の物！そんな体制でおちんちんをしゃぶれるの！？ものすごく脚が開くからパイパンマ●コが責めやすいw奥の奥までグイグイっと突きまくり♪イキ感じても足は閉じぬwスゴイプロ根性を魅せるwエロチアダンサーの驚愕のアクロバットSEXを見逃すな！！（2023年4月18日、ARA）もえ 20歳 チアダンサー名義

### イメージビデオ
- ピーチタイム/新山もも（2022年2月28日、INTEC Inc）
- エッチな小悪魔学園　かなでおと（2023年3月10日、デジプラン）
- エッチな小悪魔学園～過激な進級試験～　かなでおと（2023年10月6日、デジプラン）